# DAF A117

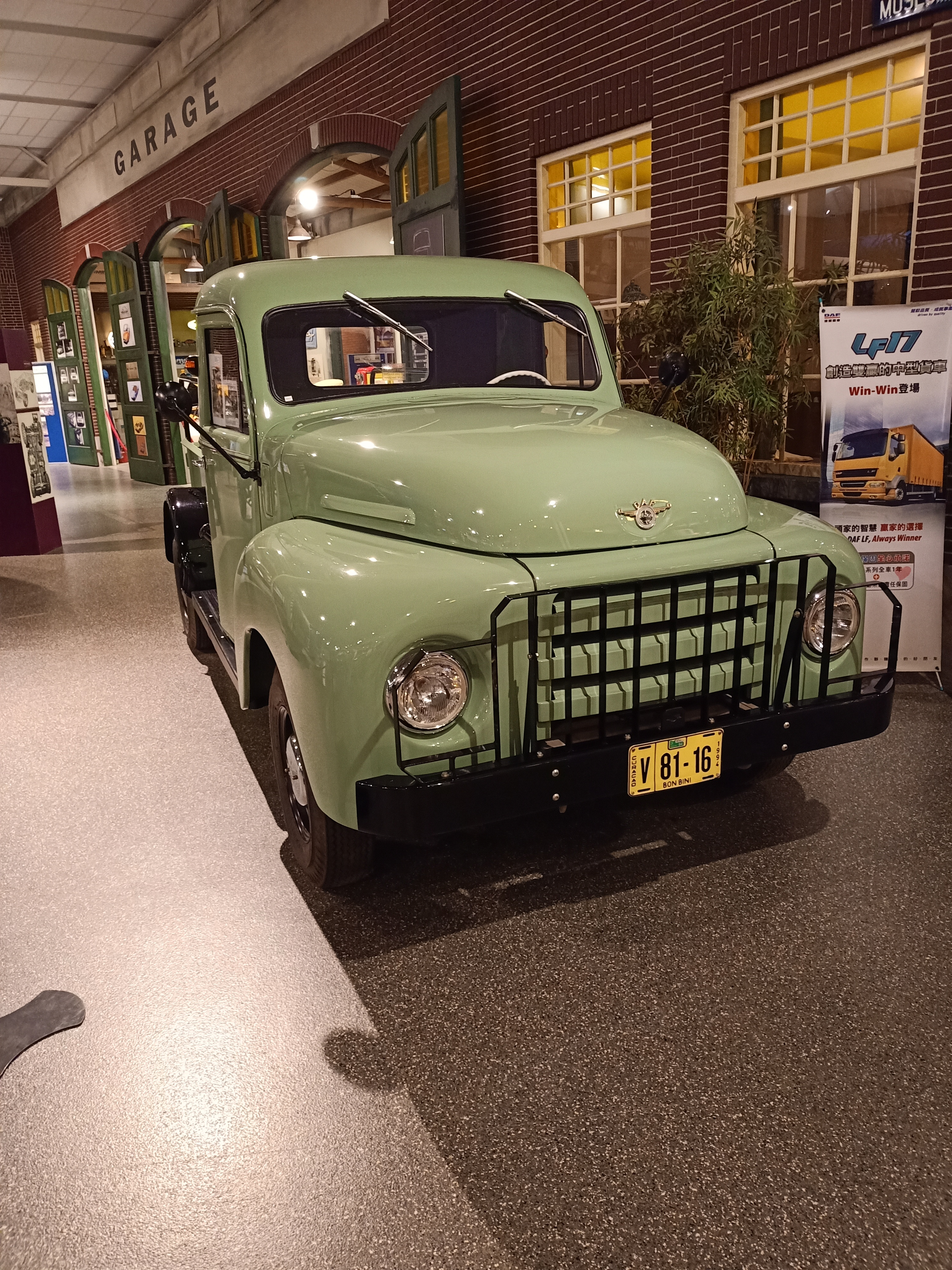
Gerestaureerde DAF A117 torpedofront truck in het DAF Museum

De DAF A117 is een lichte vrachtauto, gebouwd door de Nederlandse fabrikant DAF.
Dit model verscheen in 1951 en werd geleverd als chassis met motorkap, voorruit, voorspatborden en treeplanken. Een stalen cabine en open laadbak voor 850 kg lading waren extra’s. Het was technisch gebaseerd op de DAF A10. Oliemaatschappijen gebruikten de wagens op de olievelden. Ook de Nederlandse overheid op Nieuw-Guinea (een vroegere kolonie) gebruikte ze.
Deze wagen is opgebouwd uit onderdelen van twee wrakken die een vrijwilliger van het DAF Museum op Curaçao had aangetroffen. Nedlloyd bracht de wrakken naar Eindhoven waar de vrijwilligers van het DAF-museum er een ‘nieuwe’ auto van maakten.

## Specificaties
- Type motor: Hercules JXE-3 benzinemotor
- Vermogen: 91 pk
- Toelaatbaar totaal of laad(?) gewicht: 1500 kg